# Лиман Перший (Куп'янський район)
Лима́н Перший — село в Україні, у Дворічанській селищній громаді Куп'янського району Харківської області. Населення становить 280 осіб. До 2020 року орган місцевого самоврядування — Вільшанська сільська рада.

## Географія
Село Лиман Перший знаходиться за 2 км від річки Оскіл (лівий берег) та за 1 км від річки Вільшана (лівий берег). Село оточене лісовим масивом (сосна), на відстані 2 км розташовані села Масютівка, Вільшана і Синьківка. Біля села кілька озер, у т. ч. озеро Викліне (~ 5 га), озеро Каричківський Лиман, біля села проходить залізниця, станція Мовчанове.

## Історія
1922 — рік заснування.
12 червня 2020 року, відповідно до Розпорядження Кабінету Міністрів України  № 725-р «Про визначення адміністративних центрів та затвердження територій територіальних громад Харківської області», увійшло до складу Дворічанської селищної громади.
19 липня 2020 року, в результаті адміністративно - територіальної реформи та ліквідації Дворічанського району, село увійшло до складу Куп'янського району Харківської області.
Село тимчасово окуповане російськими військами 24 лютого 2022 року.

## Економіка
- В селі є молочно-товарна ферма.